# لی آرچر (بازیکن فوتبال)
لی آرچر (انگلیسی: Lee Archer؛ زادهٔ ۶ نوامبر ۱۹۷۲) بازیکن فوتبال اهل بریتانیا است.
از باشگاه‌هایی که در آن بازی کرده‌است می‌توان به باشگاه فوتبال بریستول راورز، باشگاه فوتبال گلاستر سیتی، و باشگاه فوتبال یئوویل تاون اشاره کرد.